# برونسون
یوشیوکی اوکامورا (انگلیسی: Yoshiyuki Okamura؛ زادهٔ ۱۶ ژوئن ۱۹۴۷) با نام مستعار برونسون (به انگلیسی: Buronson) مانگاکا، و فیلم‌نامه‌نویس اهل ژاپن است. وی از سال ۱۹۷۲ میلادی تاکنون مشغول فعالیت بوده است.